# Saint-Ouen-du-Mesnil-Oger
Saint-Ouen-du-Mesnil-Oger település Franciaországban, Calvados megyében. Lakosainak száma 227 fő (2022. január 1.). Saint-Ouen-du-Mesnil-Oger Argences, Canteloup, Cléville, Hotot-en-Auge és Saint-Pierre-du-Jonquet községekkel határos.

## Népesség
A település népessége az elmúlt években az alábbi módon változott:
| Lakosok száma | 164  | 121  | 146  | 148  | 211  | 209  | 208  | 204  | 209  | 227  |
|               | 1968 | 1982 | 1990 | 2006 | 2013 | 2015 | 2017 | 2019 | 2020 | 2022 |